# Усманка (Новосибирская область)
Усма́нка (
сибирскотат. 
Сартчыбалык) — деревня в Кыштовском районе Новосибирской области России. Входит в состав Вараксинского сельсовета.

## География
Площадь деревни — 67 гектаров.

## Население
| 2002 | 2007 | 2010 |
| ---- | ---- | ---- |
| 352  | ↘326 | ↘304 |

## Инфраструктура
В деревне по данным на 2007 год функционируют 1 учреждение здравоохранения и 1 учреждение образования.